# Большой разрыв
Большой разрыв (англ. Big Rip) — космологическая гипотеза о судьбе Вселенной, предсказывающая развал (разрыв) всей материи за конечное время. Современные наблюдения не исключают, но и не подтверждают этот сценарий.

## Описание
Справедливость этой гипотезы сильно зависит от природы тёмной энергии, а именно, от параметра {\displaystyle w}, равного отношению давления тёмной энергии к её плотности (см. уравнение состояния). Если {\displaystyle w} < −1, то Вселенная будет ускоренно расширяться, и величина масштабного фактора станет равной бесконечности за конечное время.
Если гипотеза «Большого разрыва» верна, то, по мере увеличения скорости расширения, расстояние до горизонта событий — то есть той части Вселенной, которая удаляется от наблюдателя со скоростью света — будет уменьшаться. Всё, что находится за горизонтом, недоступно наблюдению, потому что скорость света является пределом для любых взаимодействий. Объект, расположенный в центре наблюдаемой вселенной, не взаимодействует ни с чем, находящимся за горизонтом. Если размер горизонта событий становится меньше размеров какого-либо объекта, то между частями этого объекта невозможны никакие взаимодействия — ни гравитационное, ни электромагнитное, ни сильное или слабое.
Авторы этой гипотезы вычислили оставшееся время до конца существования Вселенной такой, какой мы её знаем:
{\displaystyle t_{\text{rip}}-t_{0}\approx {\frac {2}{3|1+w|H_{0}{\sqrt {1-\Omega _{\text{m}}}}}},}
где {\displaystyle w} — отношение давления тёмной энергии к её плотности, H0 — постоянная Хаббла, Ωm — текущее значение всей материи во Вселенной.
В своей работе авторы рассмотрели следующий пример:
{\displaystyle w} = −1,5,
H0 = 70 (км/с)/Мпк,
Ωm = 0,3.
И в этом случае конец Вселенной (Большой разрыв) наступит приблизительно через 22 млрд лет.
- За миллиард лет до Большого разрыва распадутся скопления галактик.
- Примерно за 60 млн лет до Большого разрыва гравитация станет слишком слабой, чтобы удерживать галактики. Распадётся и наша галактика.
- За три месяца до Большого разрыва Солнечная система станет гравитационно несвязанной.
- За 30 минут до Большого разрыва разрушится Земля.
- За 10−9 с (1 нс) до Большого разрыва разрушатся атомы.

Все эти значения, разумеется, относятся к объектам, которые будут существовать к тому времени вместо нашей галактики, Солнечной системы и Земли соответственно.
В этот момент, как и в момент Большого взрыва, перестают работать известные человеческой науке законы физики, и дальнейшую судьбу Вселенной предсказать невозможно.
На 2024 год неизвестно, обладает ли тёмная энергия такими свойствами, при которых может реализоваться этот сценарий.

## Экспериментальные данные
Различные наблюдения не подтверждают, но и не исключают возможности Большого разрыва. В разных работах получаются значения, близкие к {\displaystyle w=-1} — больше или меньше этого значения, с недостаточно высокой точностью, чтобы исключить равенство {\displaystyle w=-1}, которое считается общепринятым для тёмной энергии.